# Romanizacja (etnologia)
Romanizacja – proces ulegania wpływom kultury romańskiej i przyjmowania języków romańskich.
Wiele ludów przyjmowało kulturę i języki romańskie, ulegając romanizacji. Romanizacji uległy m.in. ludy germańskie wkraczające na teren Cesarstwa Rzymskiego – np. Wizygoci, Ostrogoci, Burgundowie, Frankowie, Longobardowie.